# Verdens største show
Verdens største show (originaltitel: The Greatest Show on Earth) er en amerikansk film fra 1952. Filmen vandt overraskende oscaren for bedste film og er sidenhen blevet anset som en af de værste vindere nogensinde.